# Clásica Brujas-La Panne femenina
La carrera ciclista Clásica Brujas-La Panne femenina (anteriormente y por temas de patrocinio: Exterioo Classic Brugge-De Panne en neerlandés) es una prueba ciclista femenina de un día que tiene lugar entre las ciudades de Brujas y La Panne, en la costa del Mar del Norte en la provincia de Flandes Occidental en Bélgica.
Es la versión femenina de la carrera del mismo nombre y su primera edición se corrió en 2018 como parte del UCI Women's World Tour con victoria de la ciclista belga Jolien D'Hoore.

## Palmarés
| Año                                   | Ganador         | Segundo         | Tercero           |
| ------------------------------------- | --------------- | --------------- | ----------------- |
| Tres Días de Brujas-La Panne femenina |                 |                 |                   |
| 2018                                  | Jolien D'Hoore  | Chloe Hosking   | Christine Majerus |
| 2019                                  | Kirsten Wild    | Lorena Wiebes   | Lotte Kopecky     |
| 2020                                  | Lorena Wiebes   | Lisa Brennauer  | Lotte Kopecky     |
| Clásica Brujas-La Panne femenina      |                 |                 |                   |
| 2021                                  | Grace Brown     | Emma Norsgaard  | Jolien D'Hoore    |
| 2022                                  | Elisa Balsamo   | Lorena Wiebes   | Marta Bastianelli |
| 2023                                  | Pfeiffer Georgi | Elisa Balsamo   | Lorena Wiebes     |
| 2024                                  | Elisa Balsamo   | Charlotte Kool  | Daria Pikulik     |
| 2025                                  | Lorena Wiebes   | Chiara Consonni | Elisa Balsamo     |

## Palmarés por países
| País         | Victorias |
| ------------ | --------- |
| Países Bajos | 3         |
| Italia       | 2         |
| Bélgica      | 1         |
| Australia    | 1         |
| Reino Unido  | 1         |